# Liam Farrell
Pour les articles homonymes, voir Farrell.
 (mai 2025).
Si vous disposez d'ouvrages ou d'articles de référence ou si vous connaissez des sites web de qualité traitant du thème abordé ici, merci de compléter l'article en donnant les références utiles à sa vérifiabilité et en les liant à la section « Notes et références ».

a Compétitions nationales et continentales officielles uniquement.

b Matchs officiels uniquement.
Liam Farrell, né le 2 juillet 1990 à Wigan (Angleterre), est un joueur de rugby à XIII anglais évoluant au poste de deuxième ligne. Il fait ses débuts en Super League avec les Warriors de Wigan lors de la saison 2010, franchise avec laquelle il remporte la Super League en 2010, 2013 et 2016. Il a revêtu également le maillot de l'Angleterre lors de la Coupe du monde 2013 avec laquelle il termine demi-finaliste . En 2016, il est nommé meilleur joueur de la finale de la Super League.

## Palmarès
- Collectif :
  - Vainqueur du World Club Challenge : 2017 (Wigan).
  - Vainqueur de la Super League : 2010, 2013, 2016, 2018, 2023 et 2024 (Wigan).
  - Vainqueur de la Challenge Cup : 2011 et 2013 et 2024 (Wigan).
  - Finaliste de la Super League : 2020 (Wigan).

- Individuel :
  - Élu meilleur joueur de la finale de la Super League : 2016 (Wigan).
  - Nommé dans l'équipe de la Super League : 2015, 2019, 2020, 2021 et 2022 (Wigan).